# Засолка

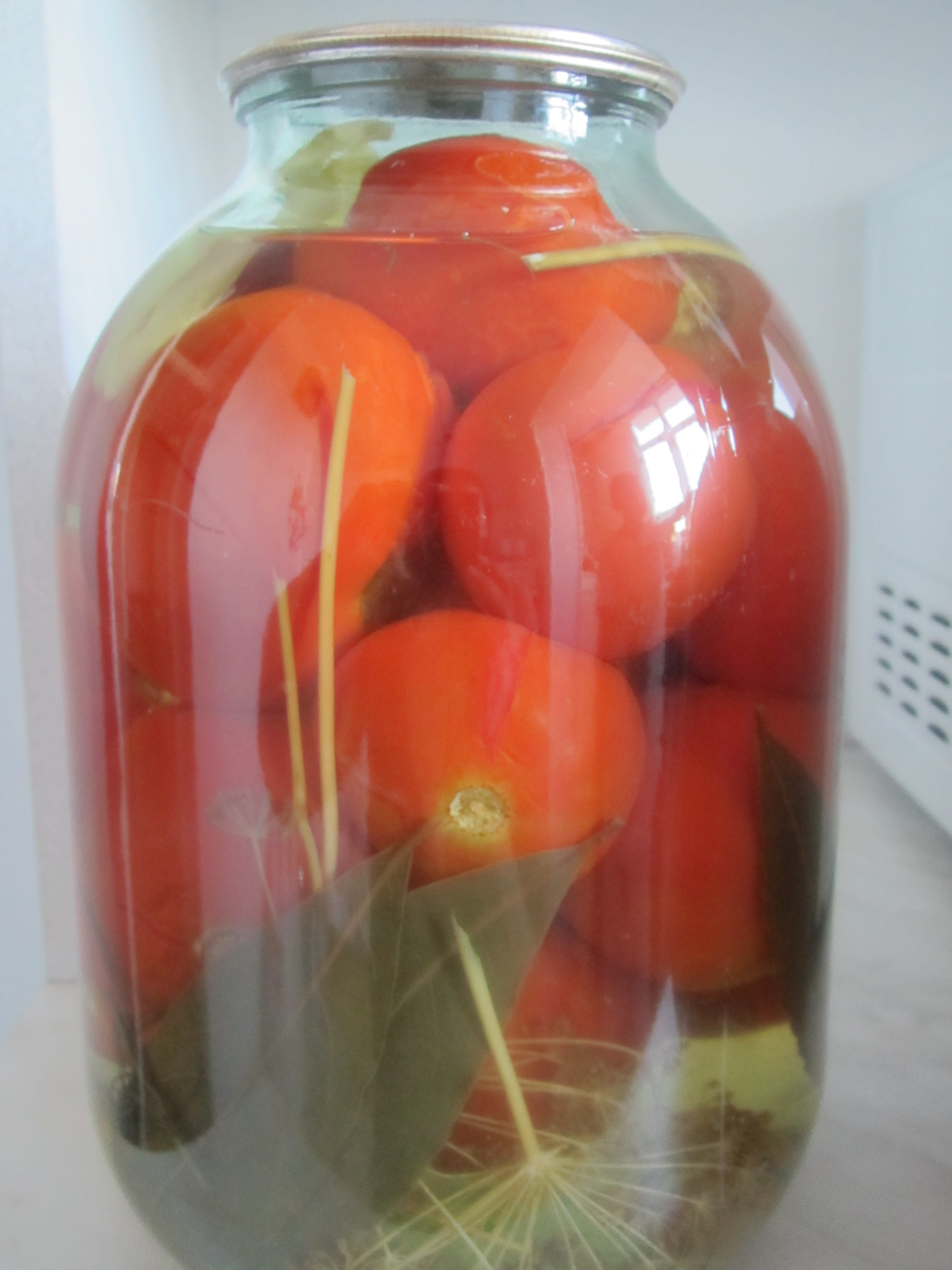
Солёные томаты в трёхлитровой банке

Засолка (соление, соленье) — способ консервирования при помощи соли, высокое содержание которой в продуктах затрудняет развитие бактерий и плесени, продукты жизнедеятельности которых делают пищу несъедобной для человека либо приводят к порче непищевых продуктов.

## Засолка пищевых продуктов
Солят рыбу, мясо, грибы и овощи, а также другие плоды (арбузы) и коренья. В России наибольшей популярностью традиционно пользуются солёные огурцы.

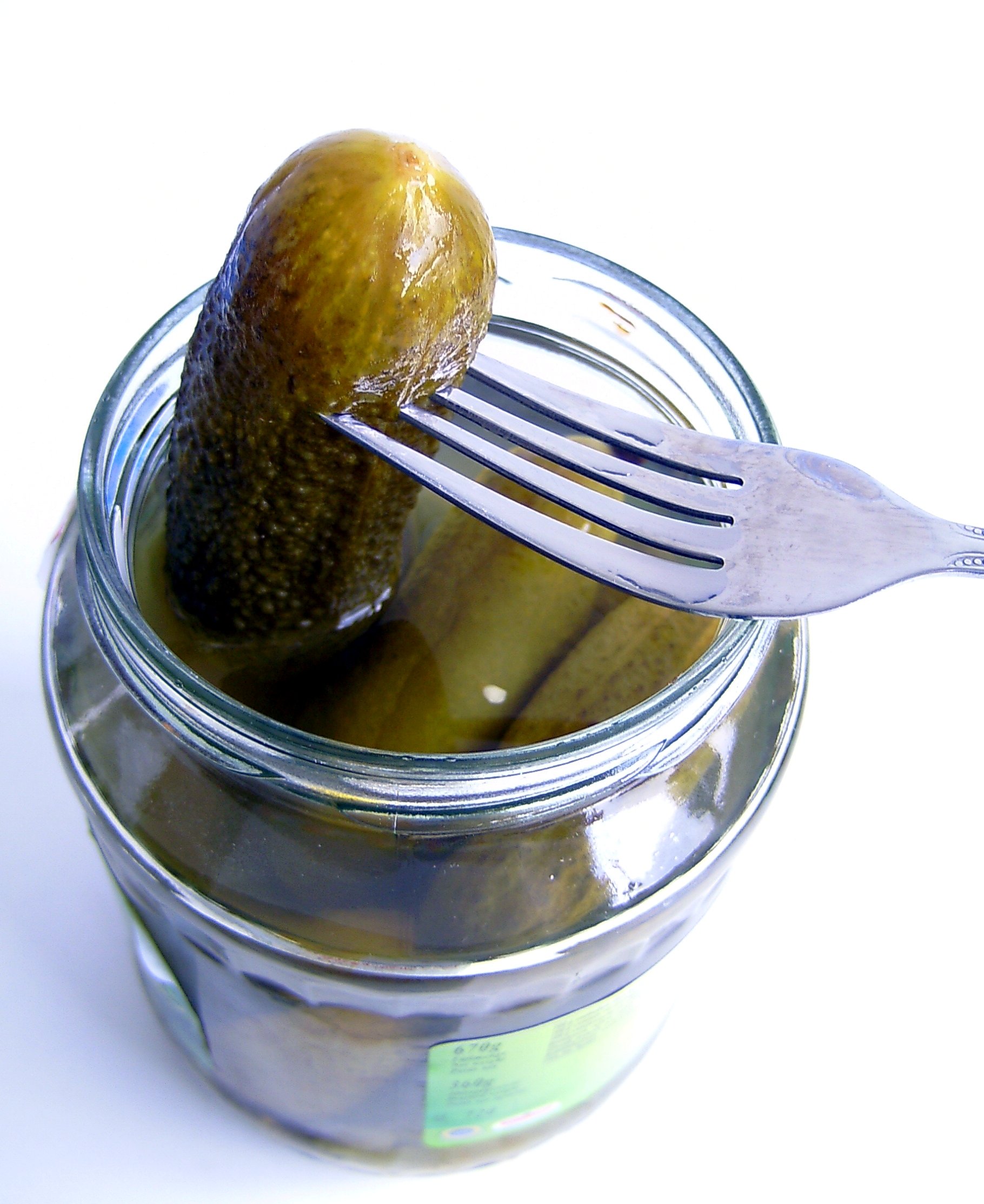
Солёные огурцы

Засолка может сочетаться с обработкой продуктов кислотами, температурой, холодом, сушкой и некоторыми другими способами консервирования.

## Засолка непищевого сырья
С помощью засолки проводят вре́менную консервацию кожи перед дублением.